# María Briceño
María Briceño Jiménez es una ciclista de carretera venezolana. Participó en el Campeonato Mundial de Ciclismo en Ruta de 2008 y en el Campeonato de 2012.

## Carrera
- 2015: 2ª Carrera Scratch, Copa Venezuela
- 2016: Copa Venezuela:

3ª Persecución individual
3ª Carrera por puntos